# الخرخير (الأحساء)
الخرخير هي مخطط عمراني يتبعُ محافظة الأحساء في المِنطقة الشرقيَّة في المَملكة العربيَّة السعوديَّة.

## الموقع
تقع الخرخير على بعد 25 كیلومترا من مدینة الھفوف باتجاه طریق الخلیج.

## أصل التسمية
يأتي الاسم من محافظة الخرخير التي تقع في منطقة نجران جنوب السعودية عبى الحدود من اليمن.

## العمران والمرافق
يشتمل مخطط الخرخیر على 2000 قطعة أرض (1750 قطعة أرض بمساحة تبدأ من 600 متر مربع حتى 1200 متر مربع في تجمع واحد بالحي الـ13 في ضاحية هجر)، و250 قطعة أرض بمساحة 500 متر مربع وهي تتبع لمشاريع وزارة الإسكان البالغ عددها 600 قطعة أرض.

## روابط خارجية
- شرح مخطط ضاحية هجر بالأحساء على يوتيوب